# Fosfokreatyna
Fosfokreatyna – związek gromadzący energię w wiązaniach wysokoenergetycznych, występujący w tkance mięśniowej. Bierze udział w syntezie ATP, przekształcając się pod wpływem kinazy kreatynowej w kreatynę.
Stosowany jest jako lek w chorobach serca.
Od dawna uważano, że fosfokreatyna stanowi najważniejsze źródło energii w początkowej fazie wysiłku o maksymalnej intensywności. Fosfokreatyna jest głównym i jedynym substratem energetycznym do resyntezy ATP podczas pierwszych 10 sekund wysiłku o maksymalnej intensywności.

Przeczytaj ostrzeżenie dotyczące informacji medycznych i pokrewnych zamieszczonych w Wikipedii.